# Raphaël Gay
Raphaël Gay (ur. 6 listopada 1995 w Guéret) – francuski kolarz górski, srebrny medalista mistrzostw świata.

## Kariera
Największy sukces w karierze Raphaël Gay osiągnął w 2013 roku, kiedy wspólnie z Julie Bresset, Jordanem Sarrou i Maximem Marottem zdobył srebrny medal w sztafecie cross-country podczas mistrzostw świata w Pietermaritzburgu. Na tych samych mistrzostwach zajął czwarte miejsce w kategorii juniorów, przegrywając walkę o brązowy medal z Włochem Gioele Bertolinim o zaledwie 5 sekund. W 2013 roku był także siedemnasty w kategorii juniorów na mistrzostwach Europy w Bernie. Nie brał udziału w igrzyskach olimpijskich. 